# 北长尾山雀

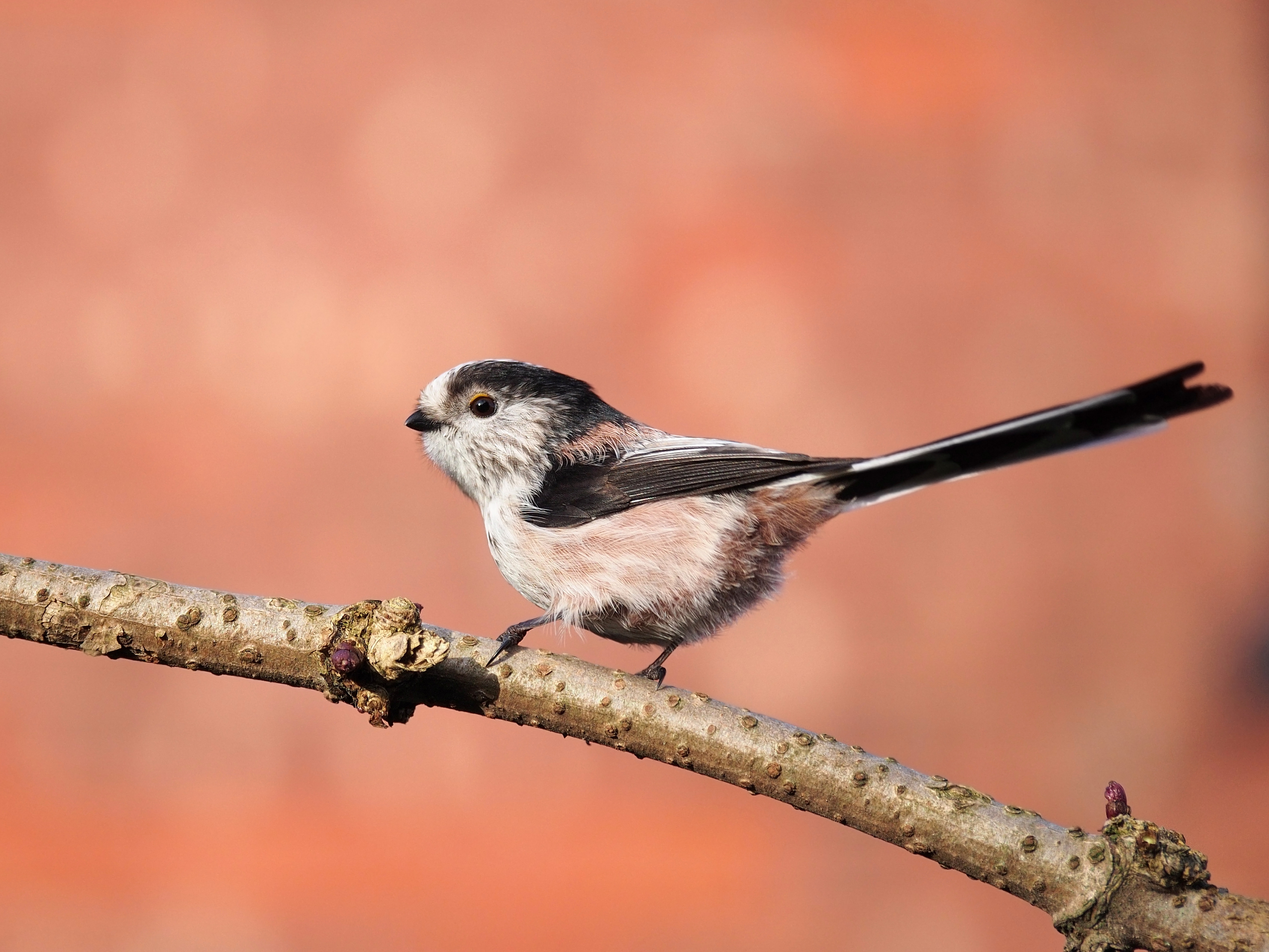
不列顛亞種（A. c. rosaceus），攝於英國

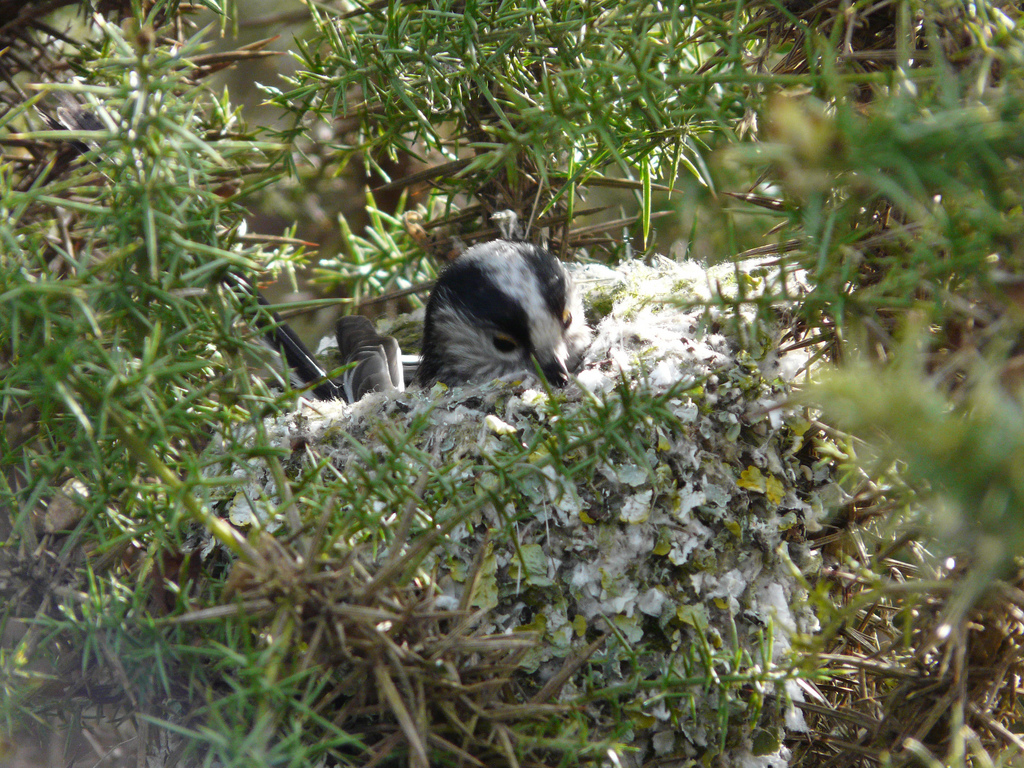
在巢中的北長尾山雀

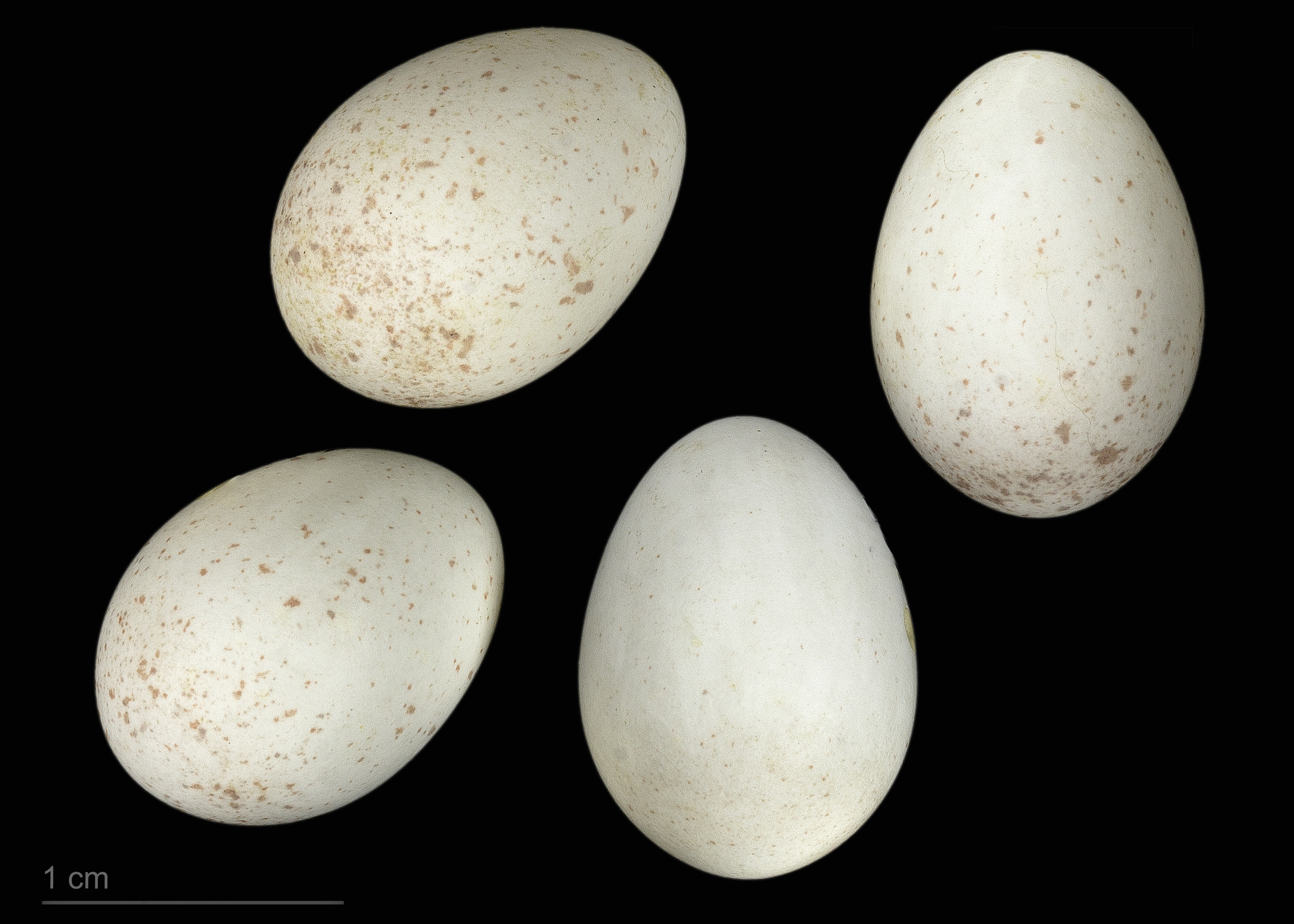
卵 Aegithalos caudatus

北长尾山雀（学名：Aegithalos caudatus）为长尾山雀科长尾山雀属的鸟类。分布于自北欧、东北欧、东经西伯利亚、至勘察加半岛、萨哈林岛、日本、蒙古、朝鲜以及中国的新疆和东北地区等地，多见于山地针叶林或针阔混交林、在辽宁尤以东部山区的落叶松林较常见以及冬季或迁平原。该物种的模式产地在瑞典。而北長尾山雀的巢一般是由四種材料如地衣、羽毛、蜘蛛蛋繭和苔蘚所製成。
北长尾山雀体重约8.6克，翼长约63.1毫米，嘴峰长约7.6毫米，喙宽度约2.5毫米，喙厚度约3.3毫米，跗蹠骨长约15.9毫米，尾长约87.8毫米。北长尾山雀在其分布区内为留鸟，其栖息在半开放的高大树木组成的森林中，食性为肉食性，主要食物来源是陆生无脊椎动物。

## 亚种
- 指名亚种 ：分布于斯堪的纳维亚半岛和欧洲东北部至西伯利亚、中国东北、朝鲜半岛和日本。
- europaeus Group 
  - ：分布于不列颠群岛。
  - ：分布于法国西部、海峡群岛和约岛。
  - ：分布于法国南部和西南部至西班牙和葡萄牙西北部。
  - ：分布于法国东北部和德国至意大利北部、罗马尼亚西部和保加利亚北部。
  - ：分布于巴尔干半岛。
  - ：分布于克里米亚半岛南部。
- trivirgatus group
  - ：分布于朝鲜半岛中南部和对马岛。
  - ：分布于日本本州岛、粟島、佐渡岛和沖島及韩国濟州島。
  - ：分布于日本四国岛、九州岛和屋久岛。
- alpinus Group
  - ：分布于西班牙南部、葡萄牙和科西嘉岛。
  - ：分布于意大利的大陆地区和斯洛文尼亚西南部。
  - ：分布于西西里岛。
  - ：分布于小亚细亚。
  - ：分布于高加索至外高加索西部和中部地区。
  - ：分布于阿塞拜疆东南部至伊朗北部和土库曼斯坦西南部。
  - ：分布于伊朗西南部。[4]

## 保護狀態
在全球範圍內，該物種在其整個範圍內都很常見，但是在分佈範圍的邊緣變得比較稀缺。IUCN、國際鳥盟和英國鳥類學信託基金會都將長尾山雀列為無危物種，因為目前它們受到的威脅很小或沒有威脅，而且數量相當多。由於它們的體積小，所以它們很容易遭受極端寒冷的天氣，在長時間的寒冷時期，族群的數量可能會損失高達80％。但是人們認為，由於高繁殖力的關係，種群將會迅速恢復到以前的水平。

## 圖片

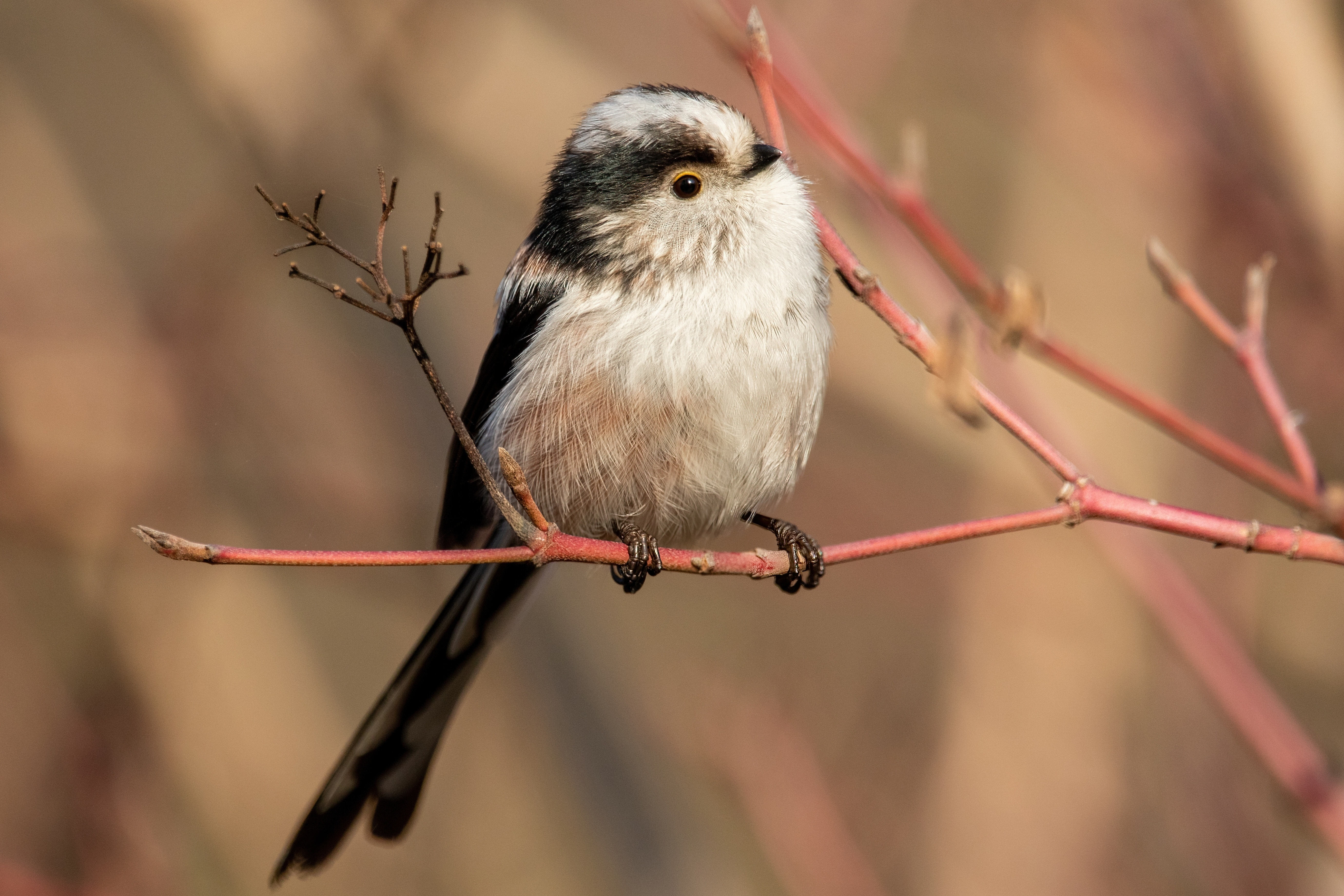
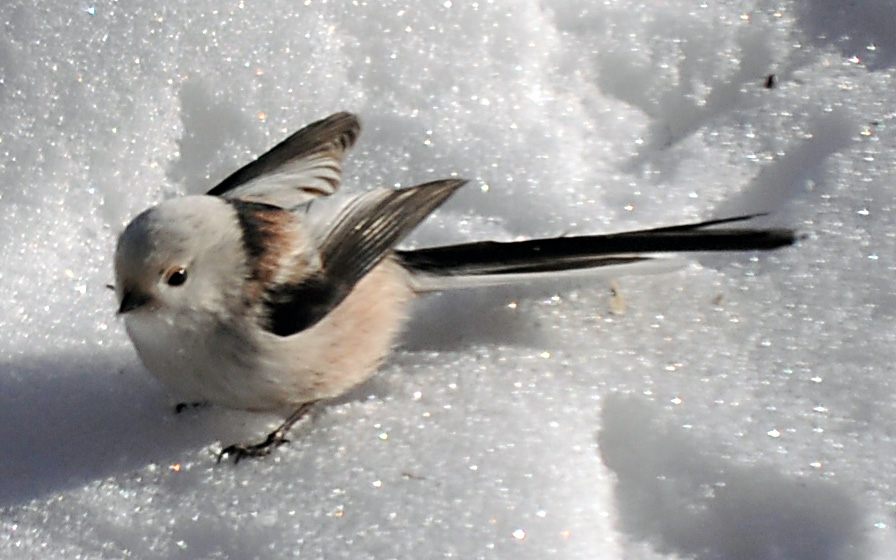
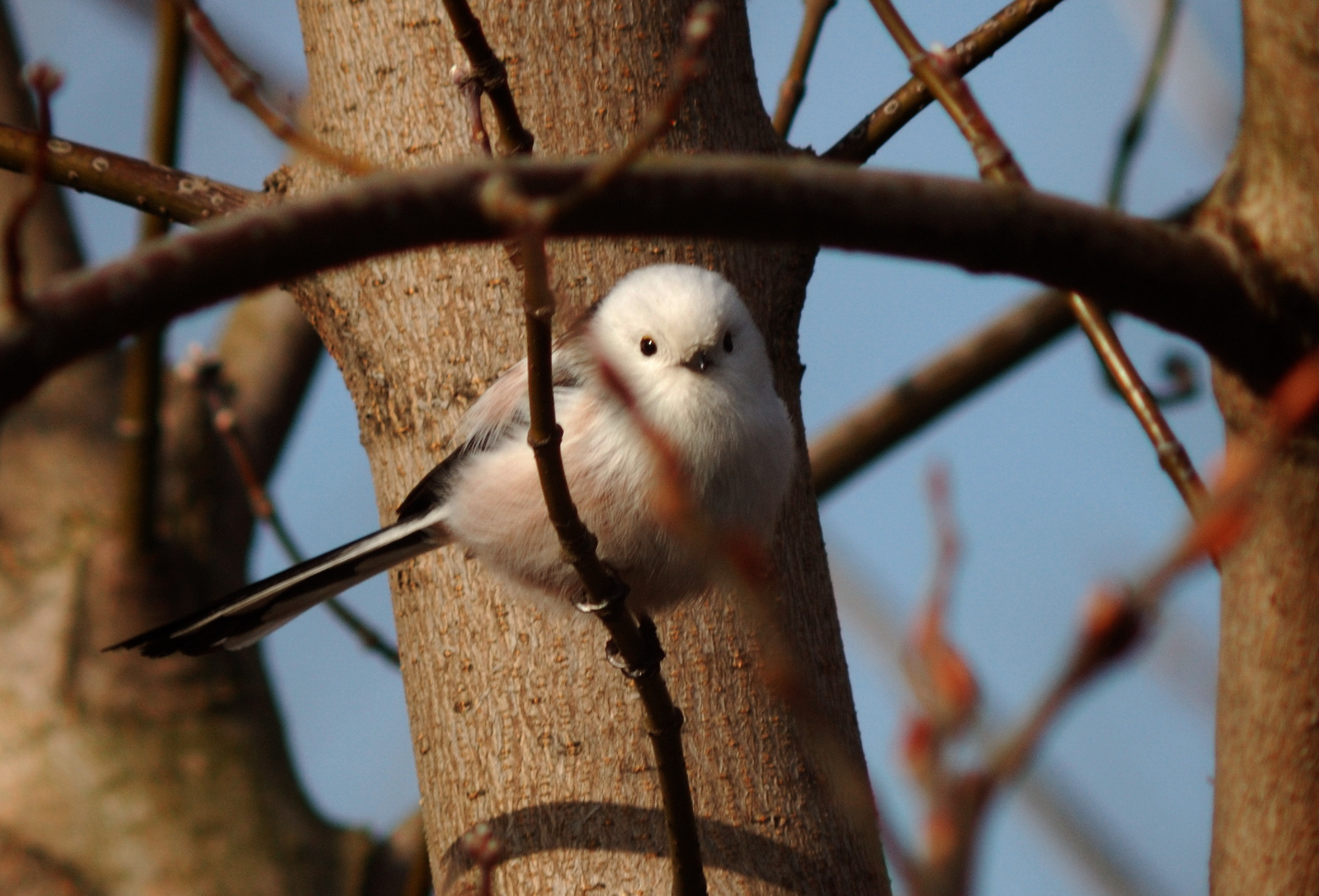
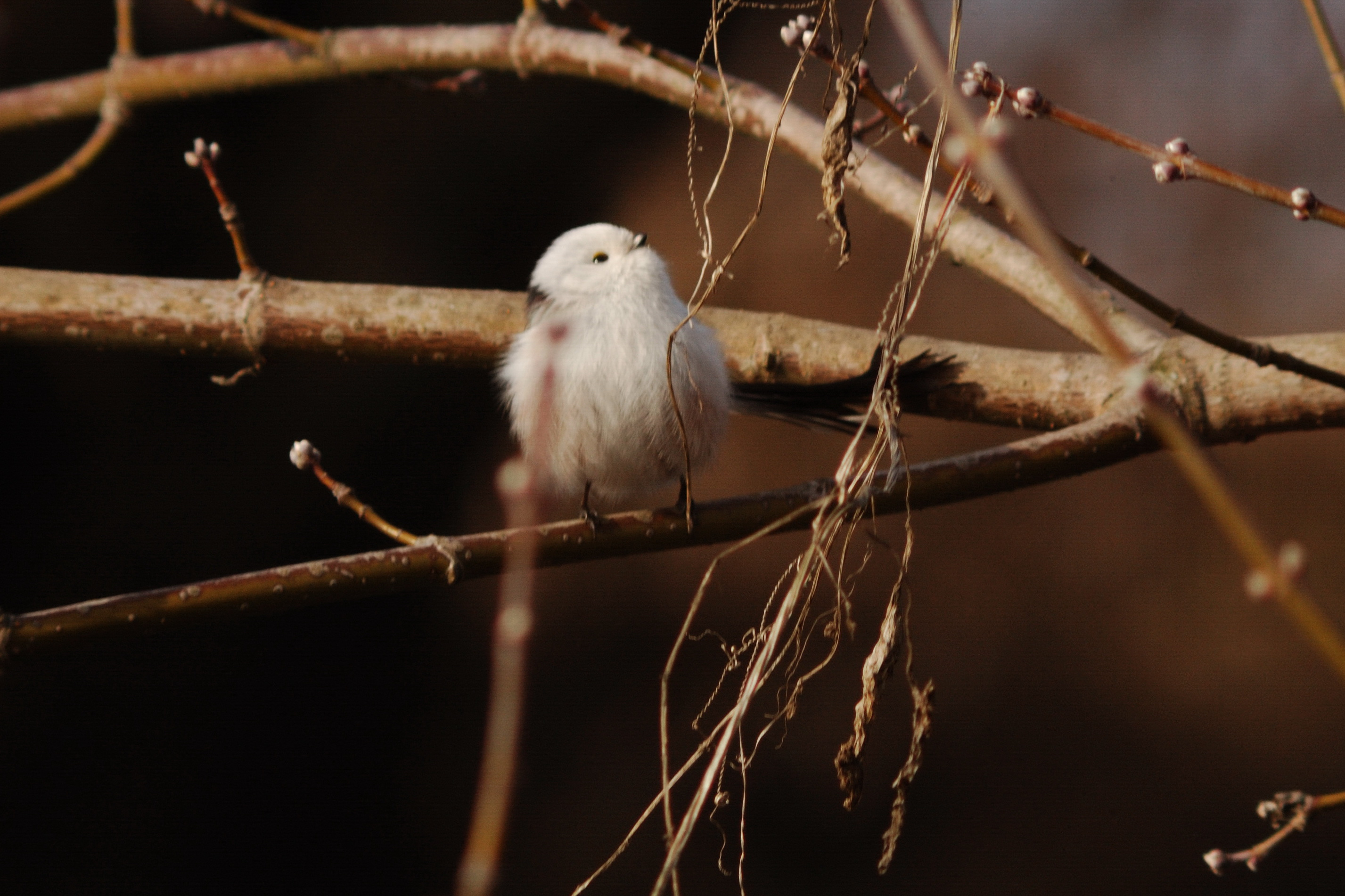
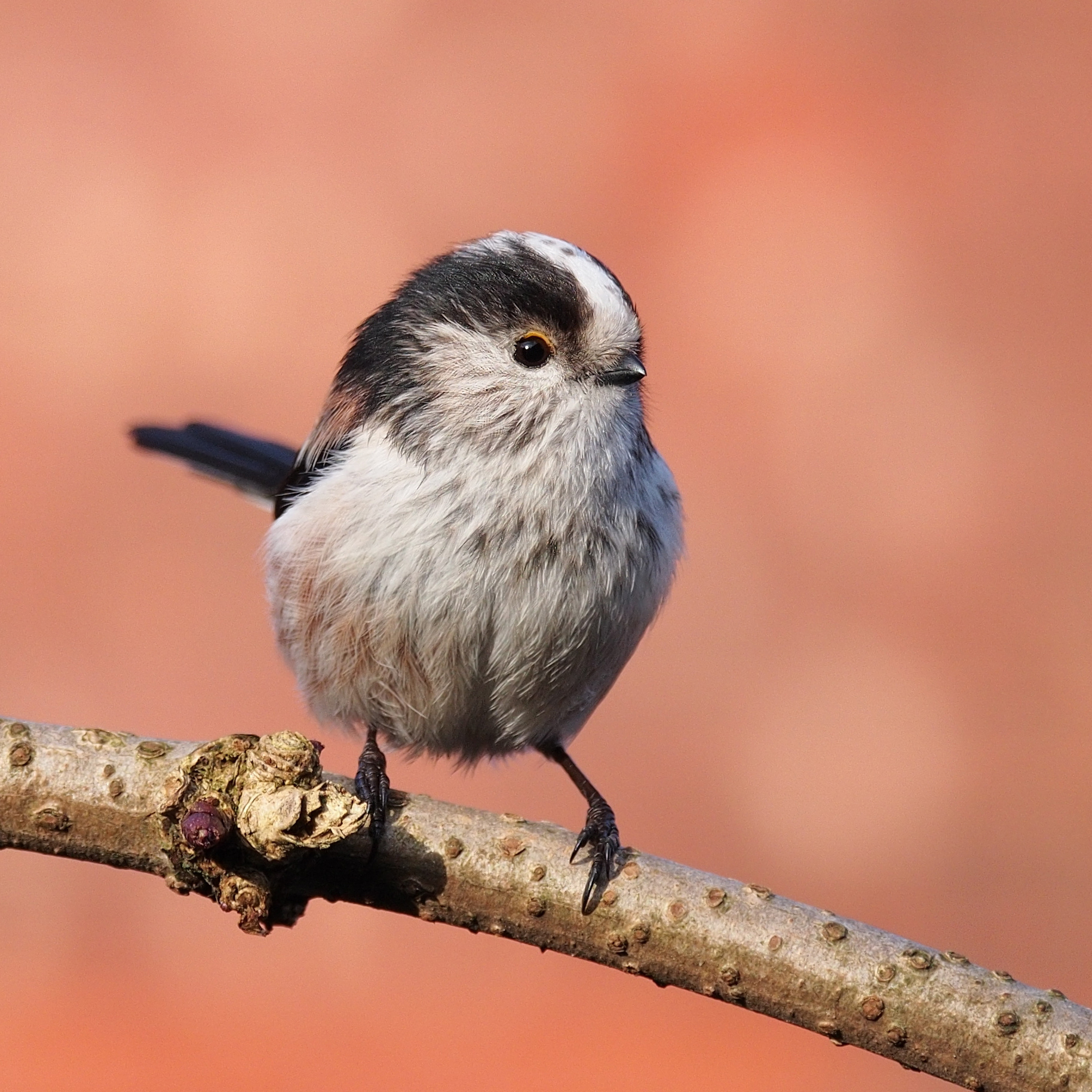
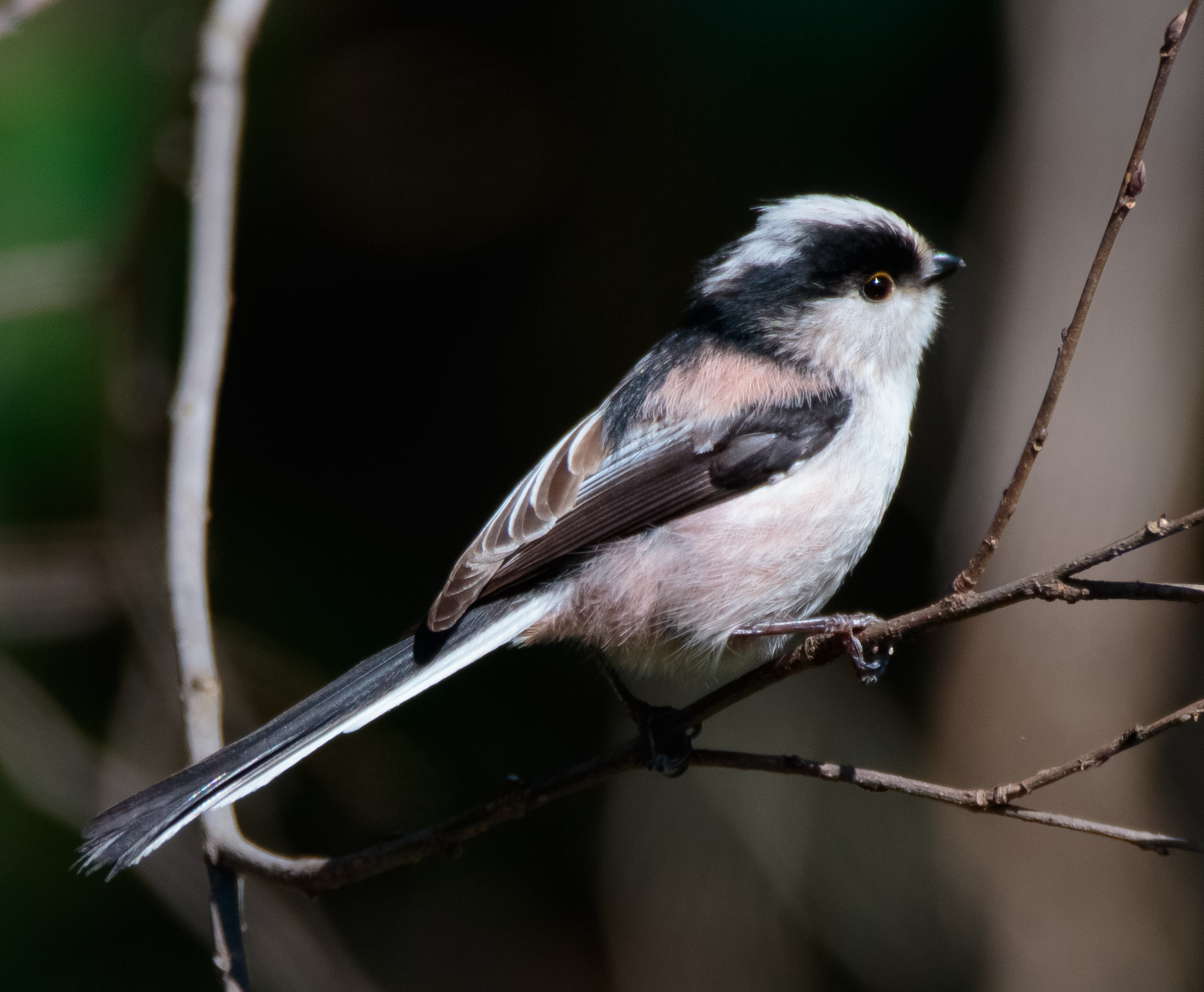
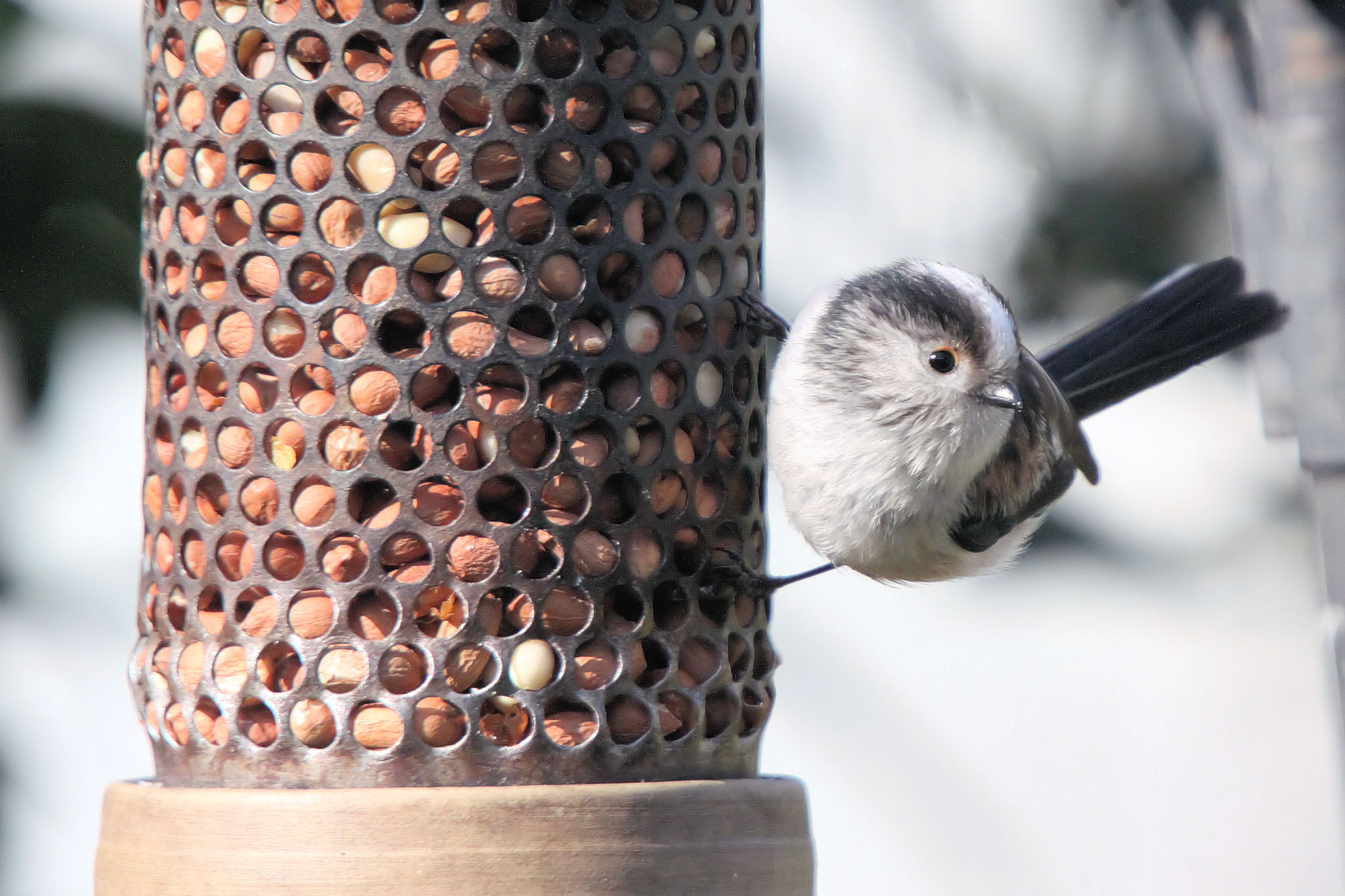
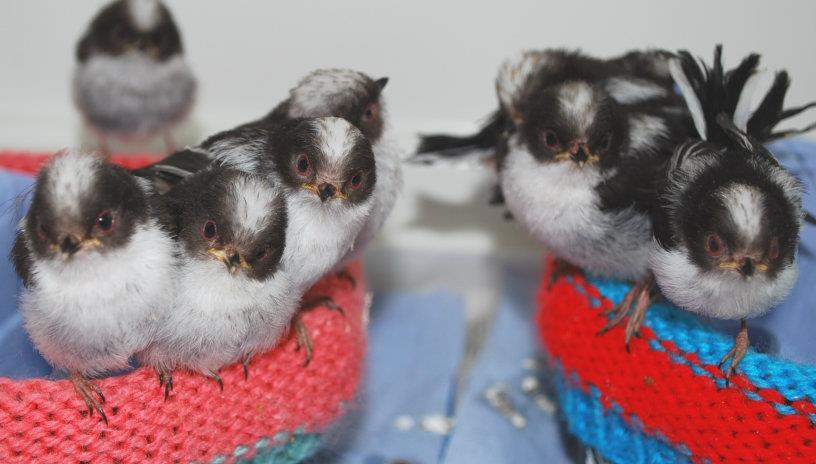
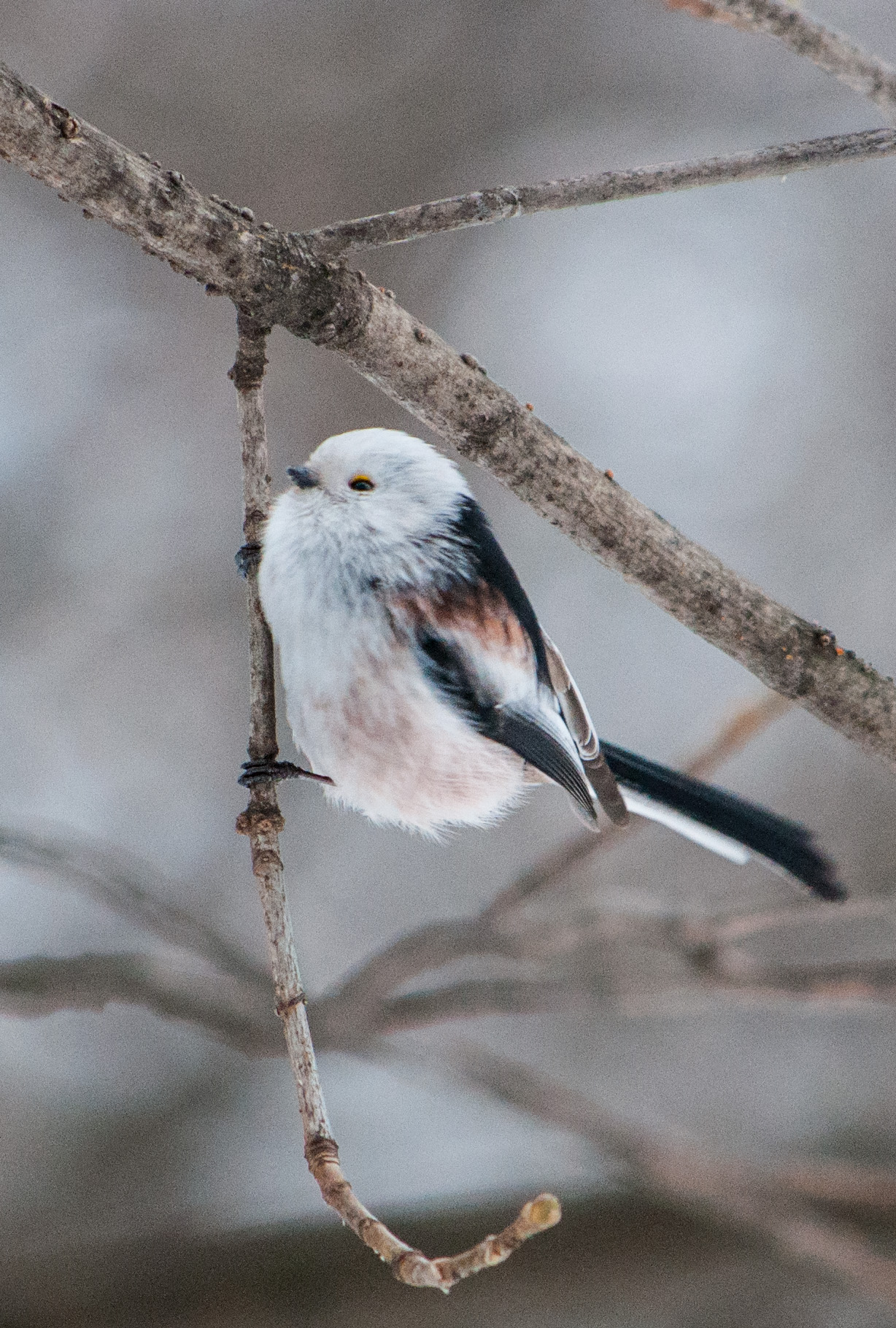
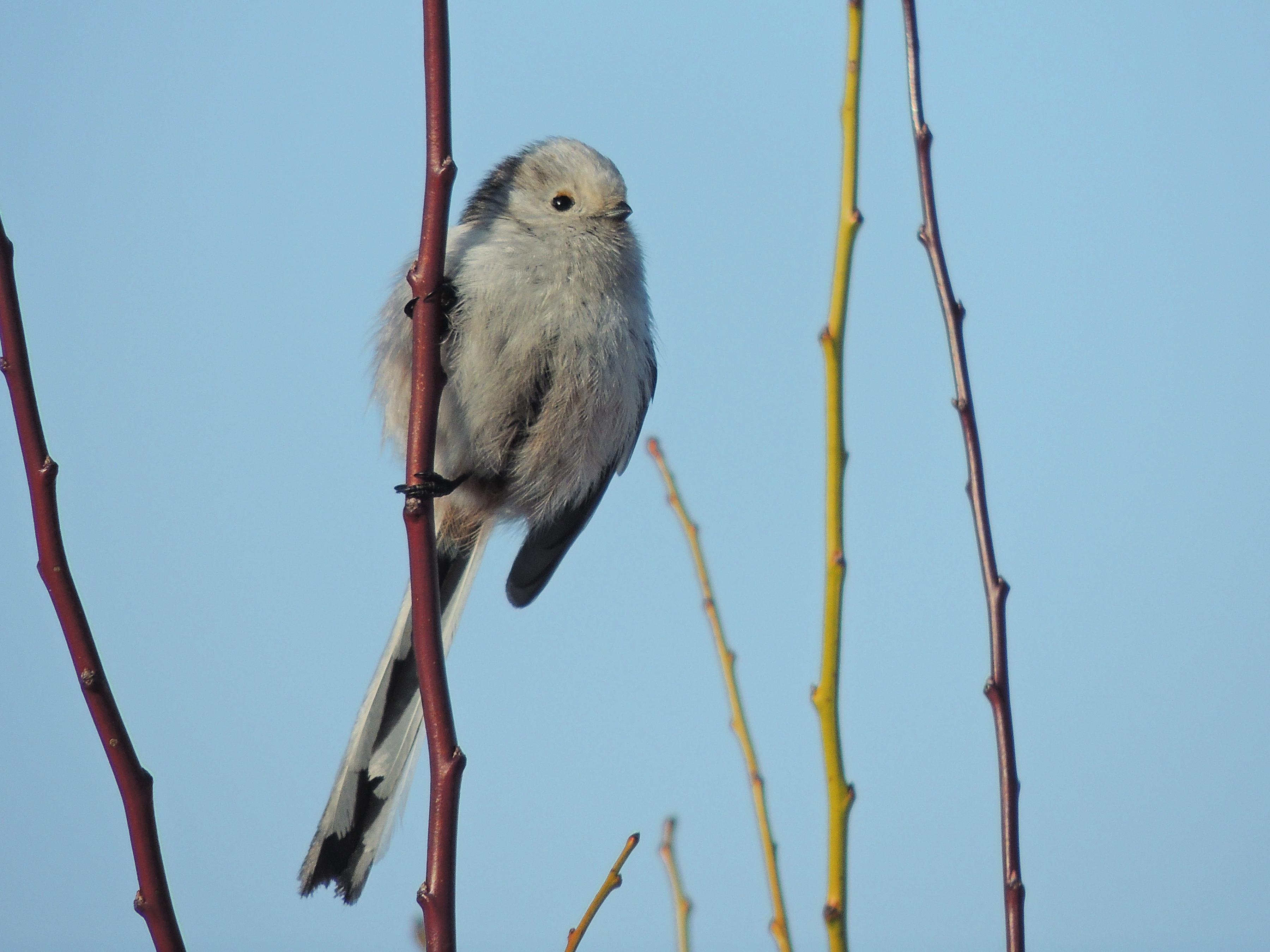
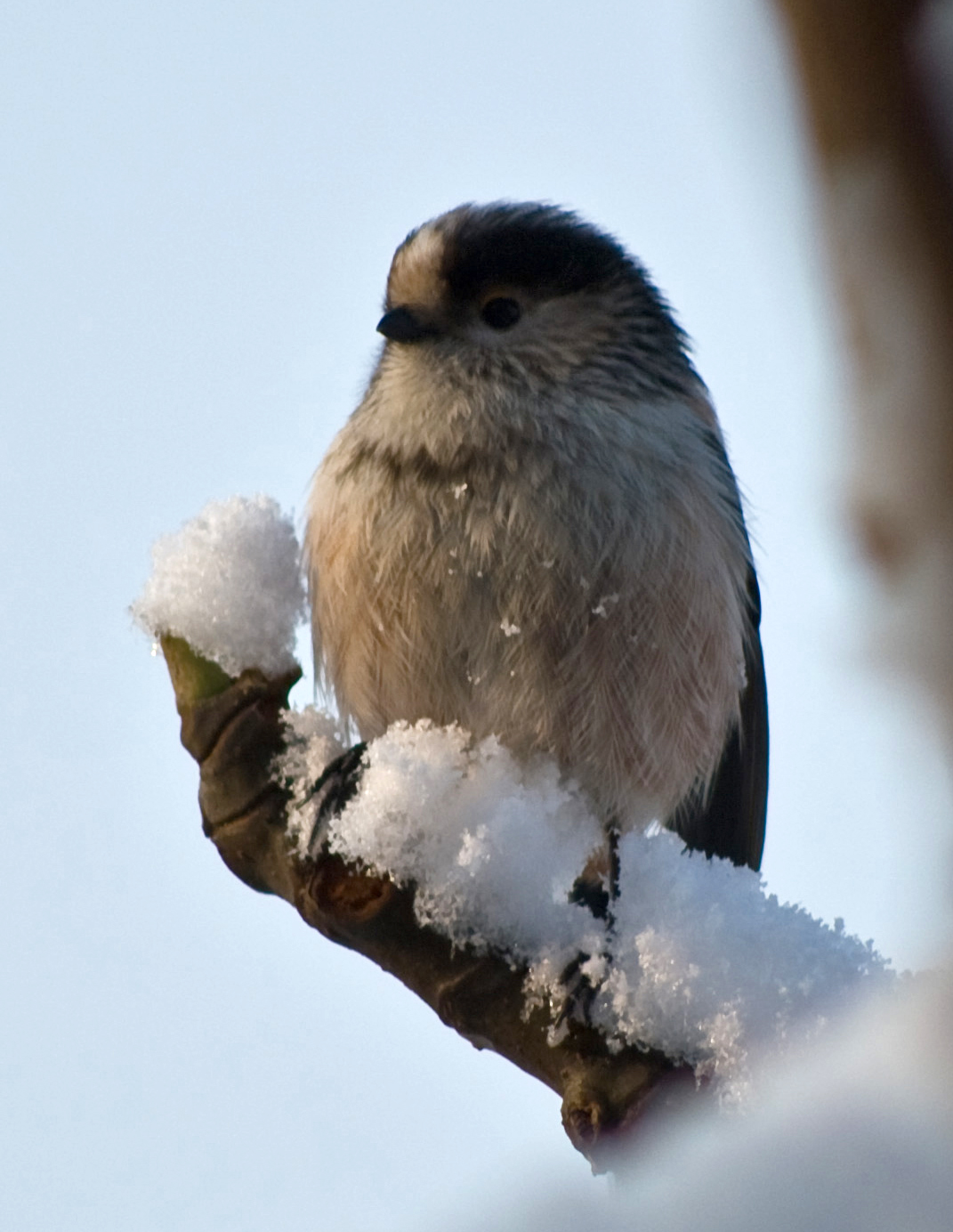
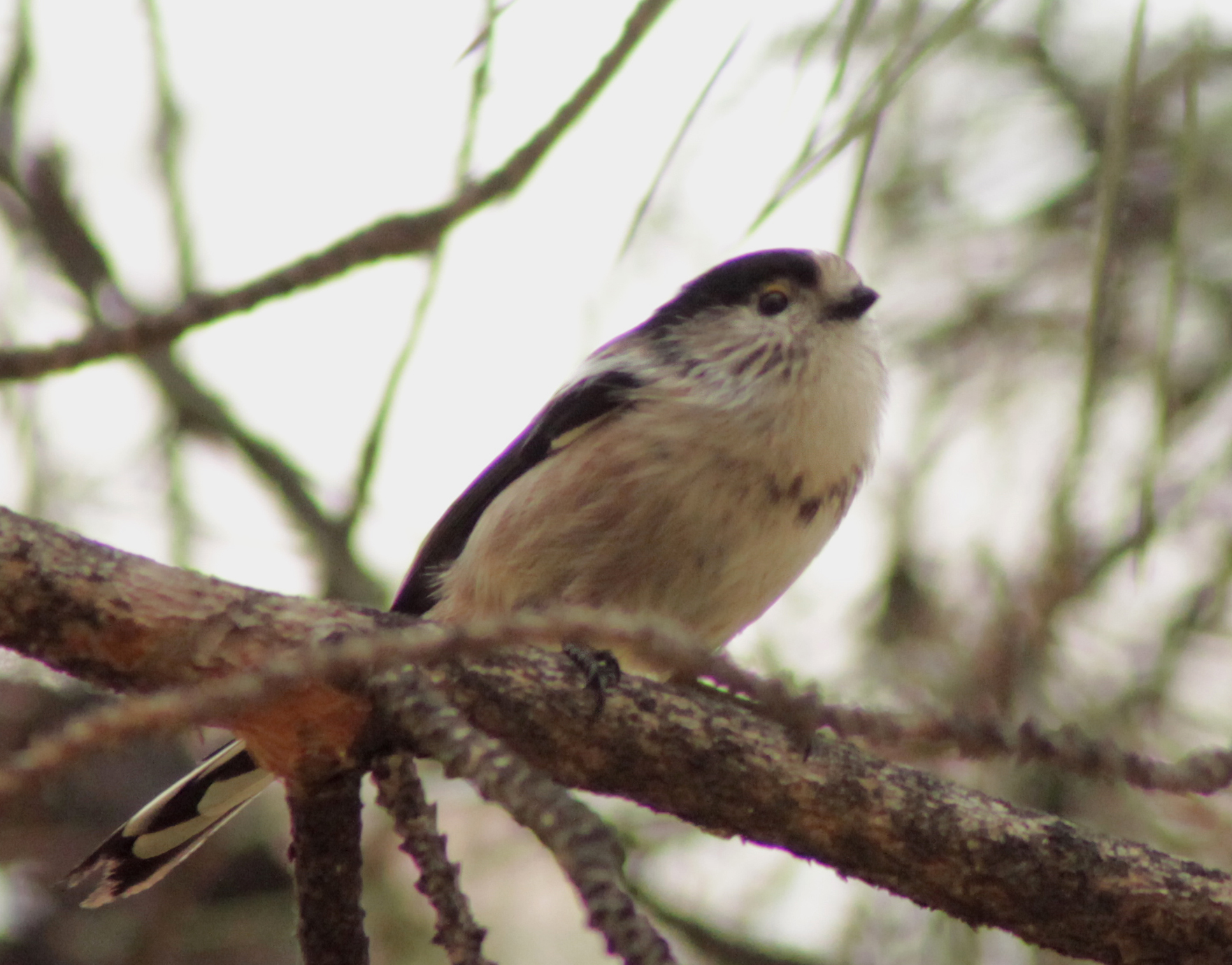
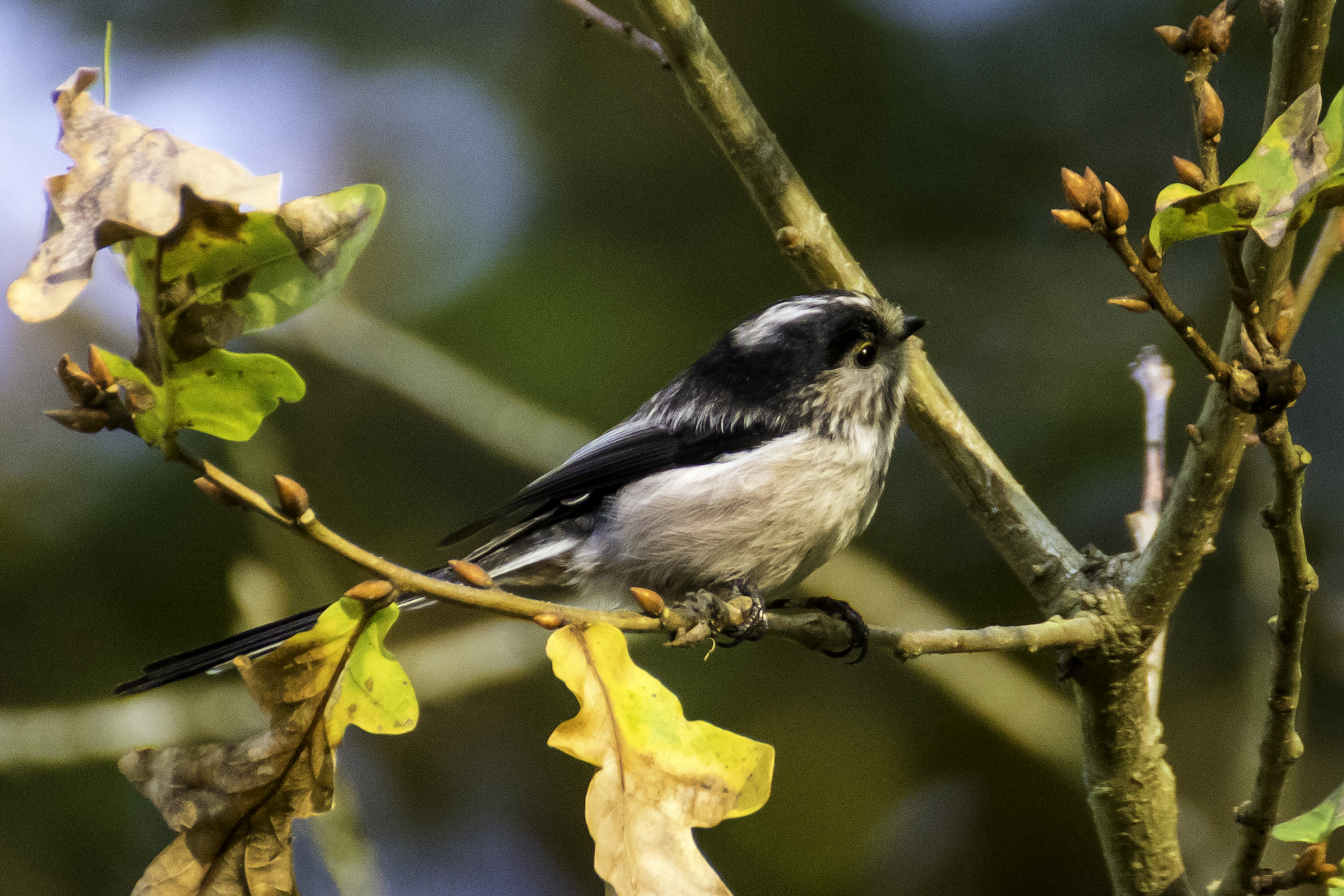
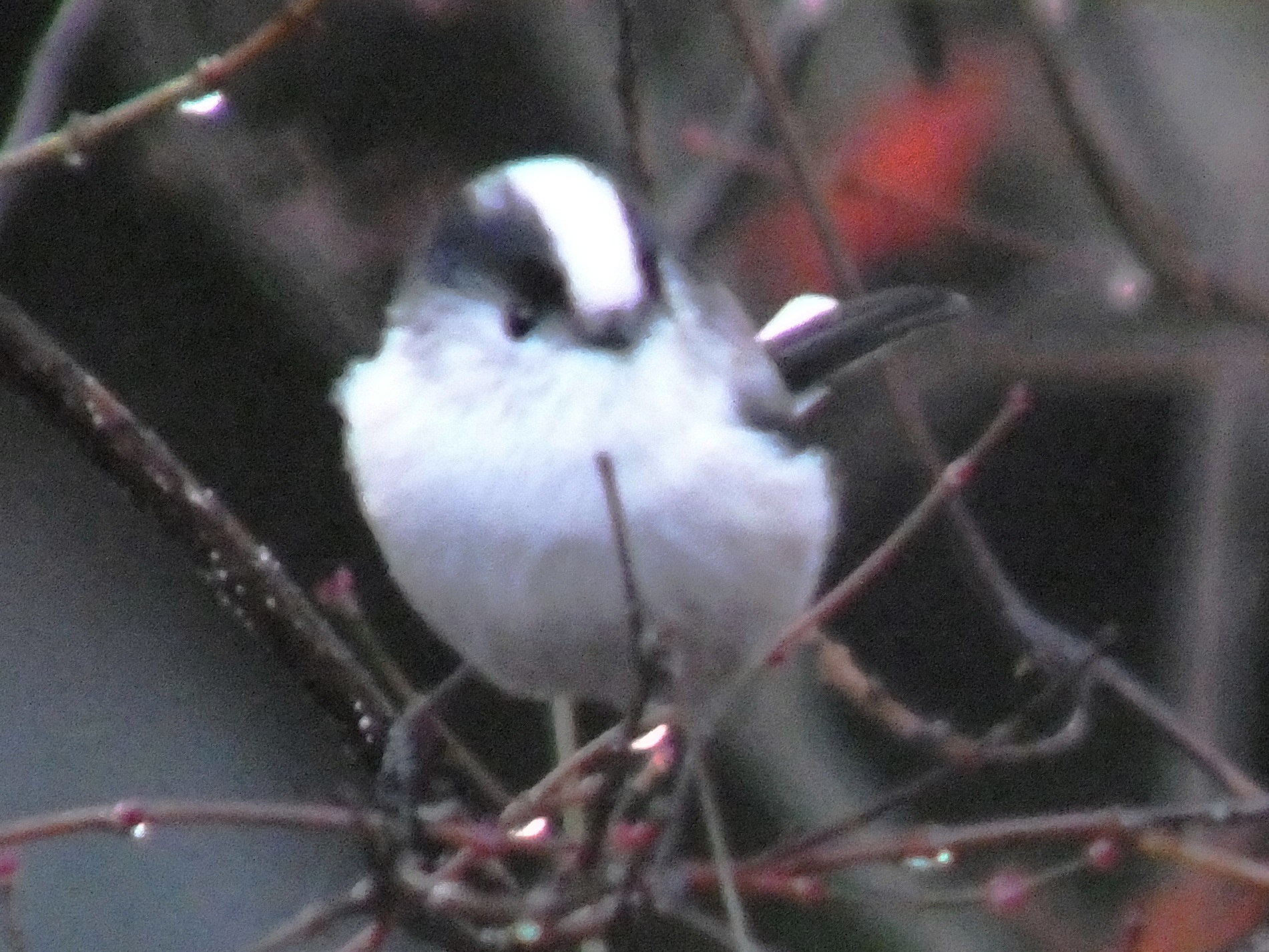
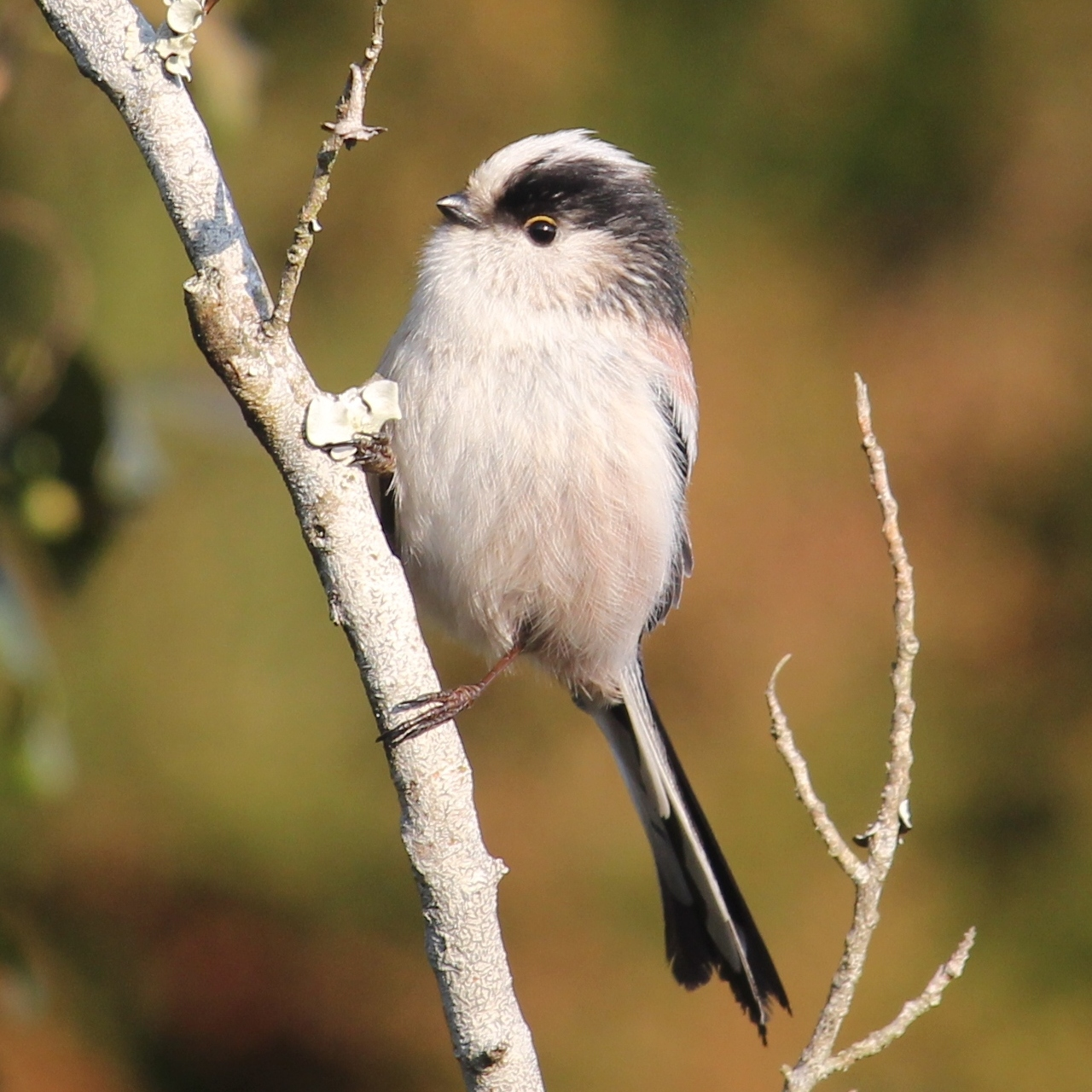